# Kirchheim (Unterfranken)
Kirchheim (ⓘ) (umgangssprachlich Kihri) ist eine Gemeinde im unterfränkischen Landkreis Würzburg und der Sitz der Verwaltungsgemeinschaft Kirchheim.

## Geographie

### Geographische Lage
Kirchheim gehört zur Region Würzburg und ist Grenzgemeinde von Bayern zu Baden-Württemberg. Der namengebende Hauptort wird nahe am Ostrand vom Moosbach in südsüdwestlicher Richtung durchflossen, der sich am Südrand des Dorfes mit dem südsüdwestlich laufenden, es im Westen begrenzenden Rimbach zum Wittigbach vereint, der südlich weiterzieht.

### Gemeindegliederung
Es gibt sieben Gemeindeteile (in Klammern ist der Siedlungstyp angegeben):
- Egenburgerhof (Einöde)
- Eulenmühle (Einöde)
- Gaubüttelbrunn (Pfarrdorf)
- Geiersmühle (Einöde)
- Kirchheim (Pfarrdorf)
- Mühle (obere) (Einöde)
- Sellenbergerhof (Einöde)

Es gibt die Gemarkungen Gaubüttelbrunn und Kirchheim.

## Geschichte

### Bis zur Gemeindegründung
Eine angeblich erste urkundliche Erwähnung Kirchheims, eigentlich undatiert, aber gerne auf das Jahr 742 gelegt, stammt aus Briefen, die die Heiligen Bonifatius und Lullus an den Papst geschrieben haben; diese Briefe sind im Original nicht erhalten (EppSel 1, 050; RIplus Regg. EB Mainz 001). Eine Urkunde von 768 für das Bistum Würzburg, in der ein „Kyrchaim“ steht, ist verloren gegangen (bmdep 595 in francia.ahlfeldt.se). Erst eine Urkunde, in der Kaiser Ludwig der Fromme  im Jahr 822 dem Bistum Würzburg umfangreichen angeblich schon alten Besitz bestätigt, ist im Original erhalten (bm 768 in francia.ahlfeldt.se). Das gilt auch für eine Urkunde König Ludwigs des Deutschen von 845 für „Chiricheim“ (D_LD 041) und für ein Diplom Kaiser Arnulfs von 889 für „Chirihheim“ (D_Arn 067). Kirchheim war bis zu dessen Auflösung durch Napoleon Teil des Hochstifts Würzburg (Stift St. Burkhard, ab 10. Jahrhundert ein Benediktinerkloster und von 1469 bis 1808 ein Kollegiatstift), das zum Fränkischen Reichskreis gehörte. 1803 wurde das Hochstift Würzburg auf Druck Napoleons im Reichsdeputationshauptschluss säkularisiert und Bayern zugeschlagen, dann im Frieden von Preßburg 1805 Erzherzog Ferdinand von Toskana zur Bildung des Großherzogtums Würzburg überlassen, mit dem es 1814 endgültig an Bayern fiel. Im Zuge der Verwaltungsreformen in Bayern entstand mit dem Gemeindeedikt von 1818 die heutige Gemeinde.

### Eingemeindungen
Im Zuge der Gebietsreform in Bayern wurde am 1. Mai 1978 die Gemeinde Gaubüttelbrunn eingegliedert.

### Einwohnerentwicklung
| Stand     | 1961 | 1970 | 1987 | 1991 | 1995 | 2000 | 2005 | 2010 | 2015 | 2020 |
| --------- | ---- | ---- | ---- | ---- | ---- | ---- | ---- | ---- | ---- | ---- |
| Einwohner | 2124 | 2196 | 2008 | 2059 | 2279 | 2295 | 2194 | 2185 | 2168 | 2225 |

Im Zeitraum 1988 bis 2018 stieg die Einwohnerzahl von 1997 auf 2134 um 137 Einwohner bzw. um 6,9 %. 1998 hatte die Gemeinde 2310 Einwohner.
Quelle: BayLfStat

## Politik
- CSU: 8
- SPD: 4
- Grüne: 2

CSU einschließlich FB; SPD einschließlich BL

### Gemeinderat
Bei der Kommunalwahl vom 15. März 2020 haben von den 1.777 stimmberechtigten Einwohnern in der Gemeinde Kirchheim 1.319 von ihrem Wahlrecht Gebrauch gemacht, womit die Wahlbeteiligung bei 74,23 % lag.

### Bürgermeister
Erster Bürgermeister war seit dem 1. Mai 2014 bis zu seiner Wahl in den Landtag 2023 Björn Jungbauer (CSU/Freie Bürger Kirchh.-Gaub.). Bei der Kommunalwahl vom 15. März 2020 wurde er mit 82,68 % der Stimmen wiedergewählt. Seit 14. Januar 2024 ist Christian Stück (BÜNDNIS 90/DIE GRÜNEN) 1. Bürgermeister. Er setzte sich in der Neuwahl, die nach Jungbauers Ausscheiden nötig wurde, mit knapp 55 % gegen Silke Hümpfner (CSU) durch.

### Wappen
| Wappen von Kirchheim | Blasonierung: „Geteilt von Blau und Rot; oben eine halbe silberne Lilie, unten drei silberne Spitzen.“ |
| Wappen von Kirchheim | Wappenbegründung: Die silberne Lilie verweist auf die ehemalige Herrschaft, die das Stift St. Burkhard über Kirchheim ausübte und dessen Wappen die Lilie in zeigt. In einer Urkunde aus dem Jahr 832 werden Schenkungen von Kirchheim an dieses Stift erwähnt. In der kirchlichen Symbolik werden sowohl die Lilie als auch die Farbe Blau als Verweis auf Maria (Mutter Jesu) verwendet. Die drei silbernen Spitzen in Rot sind der sogenannte Fränkische Rechen und stehen für das Hochstift Würzburg, zu dessen Gebiet Kirchheim ebenfalls gehörte, sowie allgemein für Franken. Das Wappen wurde der Gemeinde mit Erlass vom 4. Januar 1935 durch den Reichsstatthalter in Bayern Franz von Epp verliehen. |

## Kultur und Sehenswürdigkeiten

### Zeugnisse der ehemaligen jüdischen Landgemeinde
In Kirchheim bestand vom 16. Jahrhundert bis 1908 eine kleine jüdische Landgemeinde. In einem 1667 erbauten Haus (Gartenstraße 3) waren eine Synagoge, eine Schule und eine Mikwe (1993 entdeckt) untergebracht.
Die Verstorbenen der jüdischen Gemeinde wurden auf dem Jüdischen Friedhof Allersheim (Gemeinde Giebelstadt) bestattet. Die Gemeinde löste sich durch Abwanderung in die Städte selbst auf.

### Eiche am Egenburgerhof
Eine seit 1968 als Naturdenkmal geschützte, mindestens 400-jährige Stieleiche mit einem Stammumfang von 7,54 m (gemessen 2015 in Brusthöhe).

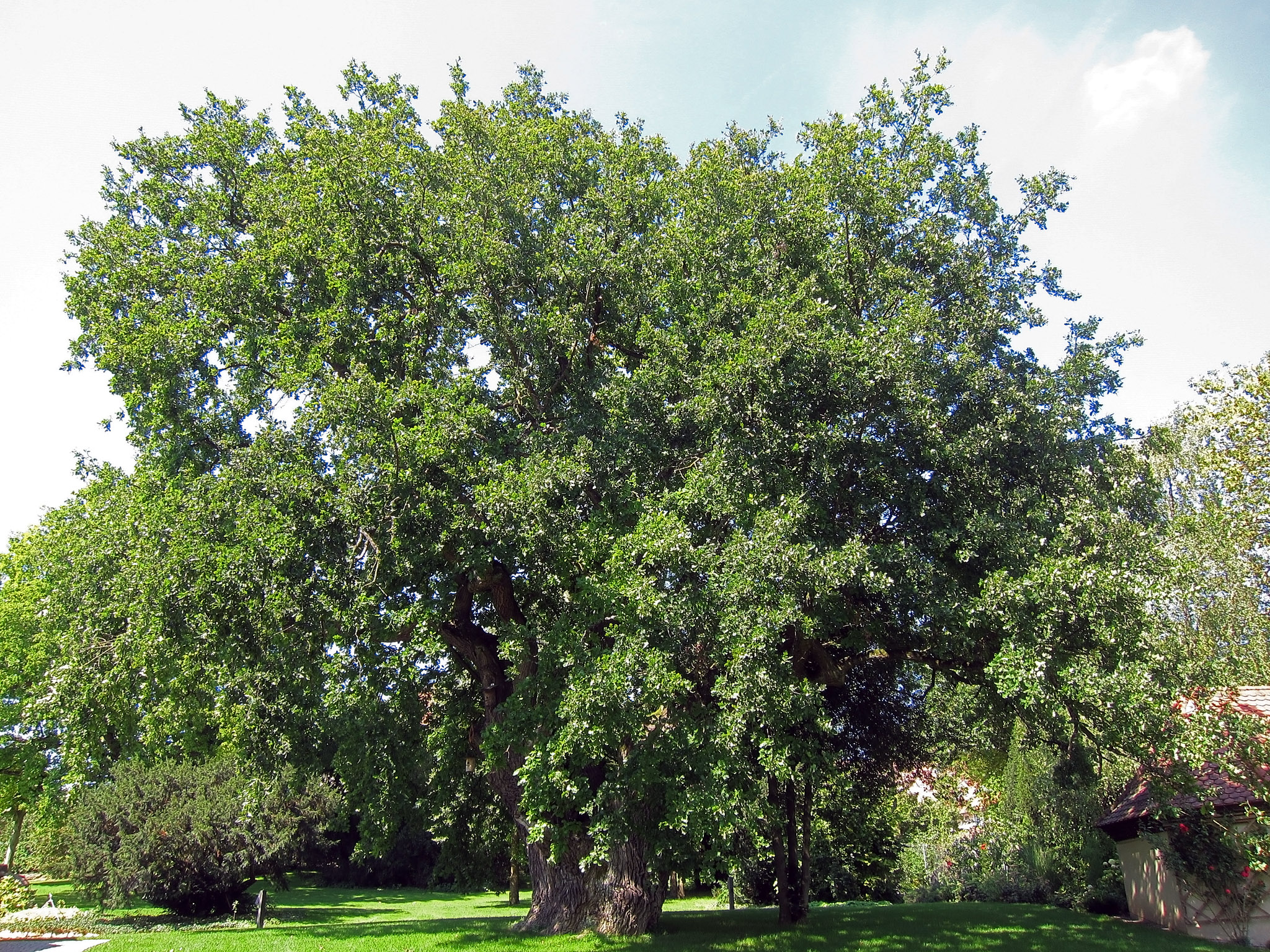
Eiche am Egenburgerhof

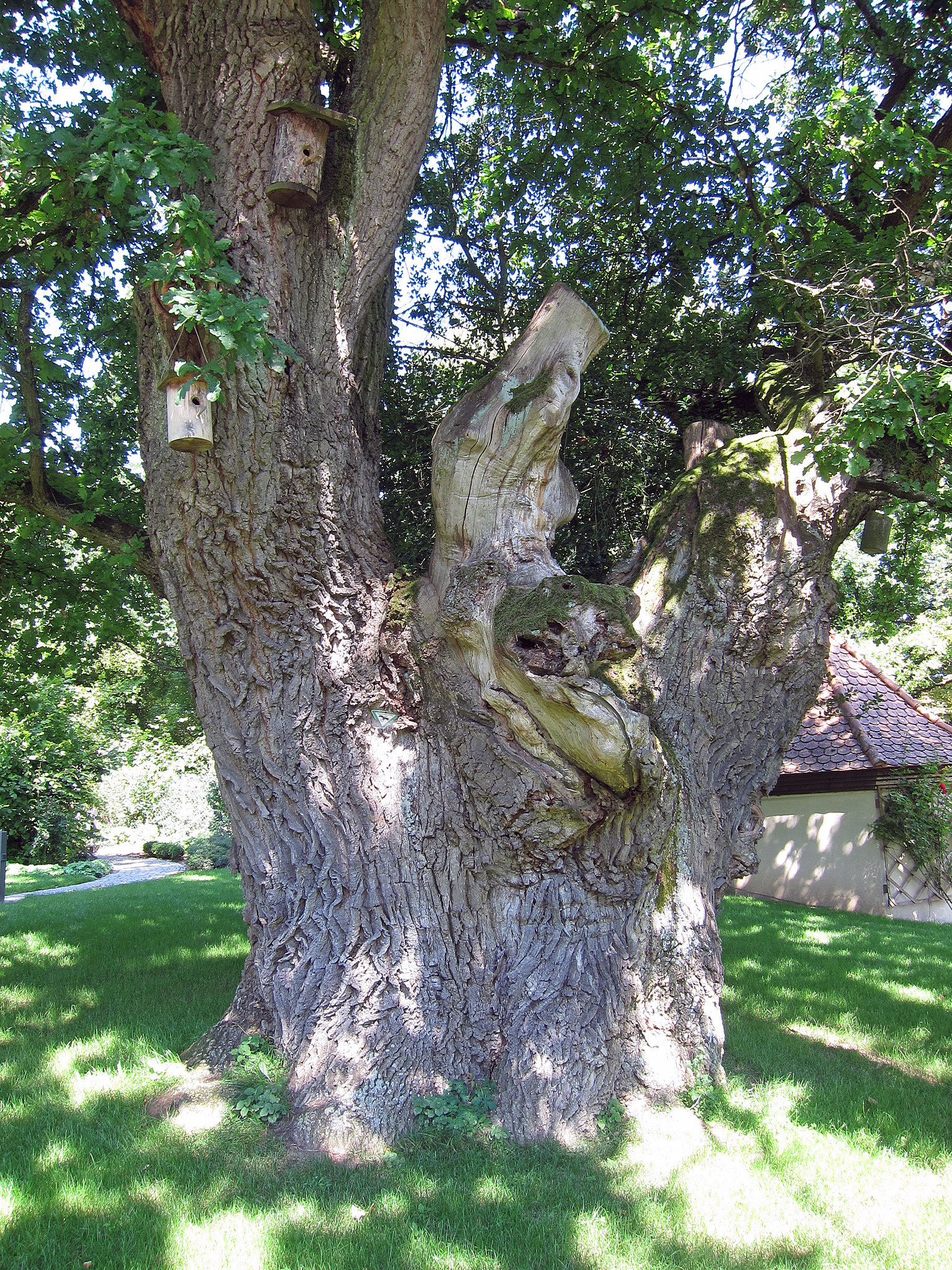
Stamm

Die in die Liste markanter und alter Baumexemplare in Deutschland eingetragene und regional bedeutsame Eiche steht auf einem eingezäunten Privatgrund und ist nicht frei zugänglich. Der Stamm ist auf einer Seite geöffnet und bis in den Kronenansatz teilweise hohl beziehungsweise morsch. Die Öffnung reicht keilförmig spitz zulaufend bis zum Boden. In etwa drei Meter Höhe löst sich der Stamm in drei Starkäste auf, von denen einer abgebrochen ist. Ein rindenloser Astansatz von etwa einem Meter Länge ist stehen geblieben. Die Eiche hat eine große geschlossene harmonische Krone.

## Wirtschaft und Infrastruktur

### Wirtschaft einschließlich Land- und Forstwirtschaft
Es gab im Jahr 2021 nach der amtlichen Statistik im Bereich Handel und Verkehr 74 sozialversicherungspflichtig Beschäftigte am Arbeitsort. In sonstigen Wirtschaftsbereichen waren am Arbeitsort 278 Personen sozialversicherungspflichtig beschäftigt. Sozialversicherungspflichtig Beschäftigte am Wohnort gab es insgesamt 1006. Im verarbeitenden Gewerbe gab es drei Betriebe, im Bauhauptgewerbe keinen Betrieb. Zudem bestanden im Jahr 2020 17 landwirtschaftliche Betriebe mit einer landwirtschaftlich genutzten Fläche von 781 ha, davon waren 749 ha Ackerfläche und 32 ha Dauergrünfläche.
Die Gemeinde ist vor allem durch die Steinindustrie geprägt und ist Sitz zahlreicher Natursteinverarbeiter. Kirchheim ist Hauptsitz von Zeidler & Wimmel, einem der größten Steinmetzunternehmen Deutschlands.
Die Gemeinde betreibt seit vielen Jahren ein Freibad und erhält dabei Unterstützung durch den Schwimmbadförderverein.

### Verkehr

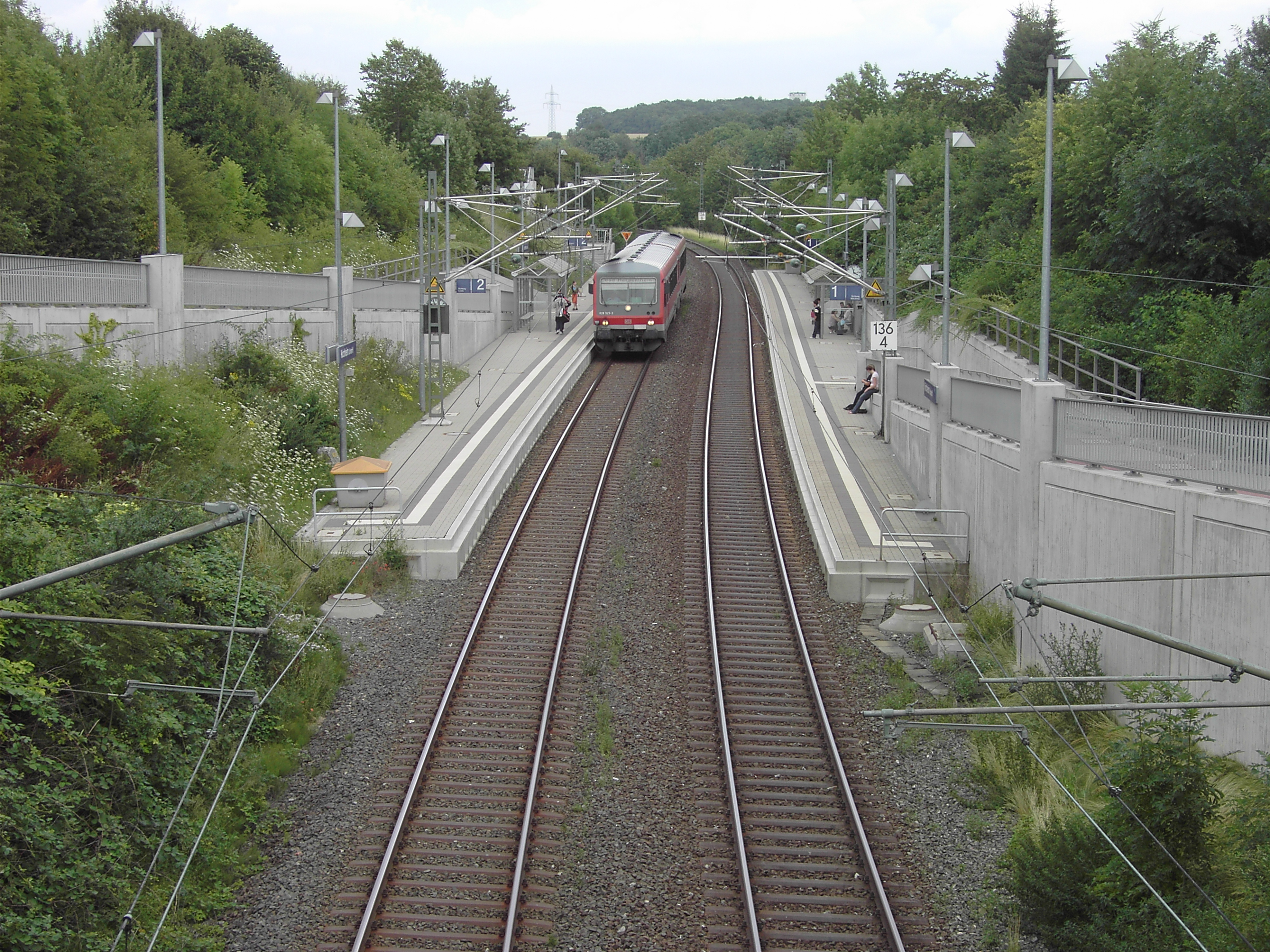
Mainfrankenbahn am Haltepunkt Kirchheim (Unterfr)

In Kirchheim (Unterfr) und in Gaubüttelbrunn befindet sich je ein Haltepunkt an der Frankenbahn Stuttgart–Würzburg. Zwischen Lauda und Würzburg verkehren die Regionalbahnen der Mainfrankenbahn  im Ein-Stunden-Takt, am Wochenende im Zwei-Stunden-Takt.
Es gibt folgende Einrichtungen (Stand: 2022):
- 2 Kindertageseinrichtungen: 141 Betreuungsplätze, 116 Kinder
- 1 Volksschule: 10 Lehrkräfte, 180 Schülerinnen und Schüler

## Persönlichkeiten
- Steffen Hofmann (* 1980), Mittelfeldspieler bei Rapid Wien, spielte in der Jugend bei 1. FC Kirchheim, Würzburger FV und Bayern München
- Martha Merz (* 18. Dezember 1916 in Kirchheim), Bayerns erste Standesbeamtin. Sie lebte bis zu ihrem Tod († 21. Februar 2012) in Kelheim